# شونينغن
شونينغن (بالألمانية: Schöningen) هي بلدة ألمانية تقع في ألمانيا في هلمشتيت. يقدر عدد سكانها بـ 12,719 نسمة .